# Gickelhausen
Gickelhausen ist ein Gemeindeteil der Gemeinde Adelshofen im Landkreis Ansbach (Mittelfranken, Bayern). Gickelhausen liegt in der Gemarkung Adelshofen.

## Geographie
Das Dorf liegt am Gickelhäuser Bach, einem rechten Zufluss der Tauber. 0,5 km nördlich des Ortes liegt das Waldgebiet Meckenhag, 1 km südwestlich das Waldgebiet Barenholz. Ansonsten ist der Ort von Feldern umgeben. Die Kreisstraße AN 32 führt nach Großharbach (2,2 km nordwestlich) bzw. nach Oberscheckenbach zur Staatsstraße 2419 (2 km östlich). Die AN 8 führt nach Ruckertshofen (1,4 km südlich). Eine Gemeindeverbindungsstraße führt nach Neustett zur AN 31 (2,7 km westlich).

## Geschichte
1800 gab es im Ort 13 Haushalte, die alle der Reichsstadt Rothenburg untertan waren.
Mit dem Gemeindeedikt (frühes 19. Jahrhundert) wurde Gickelhausen dem Steuerdistrikt und der Ruralgemeinde Adelshofen zugewiesen.

### Baudenkmäler
Es gibt fünf Baudenkmäler:
- Haus Nr. 1: Ehemaliges Wohnstallhaus
- Haus Nr. 4: Wohnhaus
- Haus Nr. 13: Ehemaliges Gasthaus
- Ehemaliges Flachsbrechhaus
- Steinkreuz

ehemaliges Baudenkmal
- Haus Nr. 10: Eingeschossiges Fachwerkwohnstallhaus. Am Eckpfosten bezeichnet „ILK 1822“.[8]

### Einwohnerentwicklung
| Jahr      | 001818 | 001840 | 001861 | 001871 | 001885 | 001900 | 001925 | 001950 | 001961 | 001970 | 001987 |
| Einwohner | 97     | 89     | 94     | 100    | 93     | 98     | 97     | 175    | 93     | 82     | 58     |
| Häuser    | 17     | 18     |        |        | 20     | 18     | 18     | 19     | 19     |        | 15     |
| Quelle    | [ 10 ] | [ 11 ] | [ 12 ] | [ 13 ] | [ 14 ] | [ 15 ] | [ 16 ] | [ 17 ] | [ 18 ] | [ 19 ] | [ 1 ]  |

## Religion
Der Ort ist seit der Reformation evangelisch-lutherisch geprägt und bis heute nach St. Nikolaus (Adelshofen) gepfarrt. Die Einwohner römisch-katholischer Konfession sind nach St. Johannis (Rothenburg ob der Tauber) gepfarrt.

## Wanderwege
In Gickelhausen endet der Fernwanderweg Zollernweg des Fränkischen Albverein.